# Brodhead (Kentucky)
Pour l’article homonyme, voir Brodhead.
La ville de Brodhead est située dans le comté de Rockcastle, dans l’État du Kentucky, aux États-Unis. Sa population s’élevait à 1 211 habitants lors du recensement de 2010, estimée à 1 198 habitants en 2016.

## Source
- (en) Cet article est partiellement ou en totalité issu de l’article de Wikipédia en anglais intitulé « Brodhead, Kentucky » (voir la liste des auteurs).